# Lippia pedunculata
Lippia pedunculata là một loài thực vật có hoa trong họ Cỏ roi ngựa. Loài này được H.Pearson mô tả khoa học đầu tiên năm 1904.